# Hinterbrühl
Hinterbrühl est une commune autrichienne du district de Mödling en Basse-Autriche.

## Géographie
Le centre-ville d'Hinterbrühl se trouve à 260 mètres d'altitude, enclavé par des hauteurs atteignant 500 mètres. Il se trouve à 18 km au Sud-Ouest de celui de Wien (à vol d'oiseau), à moins de 4 km à l'Ouest de celui de Mödling, à 8,8 km au Nord de celui de Baden.

## Histoire
Le territoire de la commune  est peuplée depuis au moins 4000 ans av. J.-C., mais la première mention écrite connue du lieu date de 1182.
La ville subit deux sièges des Turcs, en 1529 et 1683. Une grande partie de la population ayant été tuée ou déportée, des colons venus de Styrie repeuplèrent l'endroit.
En 1865 décède sur la commune le peintre et écrivain Ferdinand Georg Waldmüller.
En 1883 est créée une ligne de tramway entre Mödling et Hinterbrühl (Lokalbahn Mödling-Hinterbrühl (de)). Elle est supprimée en 1932. 
Sur la commune se trouve la Seegrotte (en), ancienne mine de gypse ouverte en 1848, fermée en 1912 à la suite d'une inondation. À partir du  04 août 1943 jusqu'au 31 mars 1945, elle fut utilisée comme usine de production d'avions Heinkel, avec la main-d'œuvre (1884 prisonniers, dont 204 n'ont pas survécu)  tirée d'un camp installé à proximité, satellite du camp de concentration de Mauthausen. Dans la grotte se trouve aujourd'hui le plus grand lac souterrain d'Europe (6 200 m2), accessible aux touristes.